# Review (Fernsehserie)

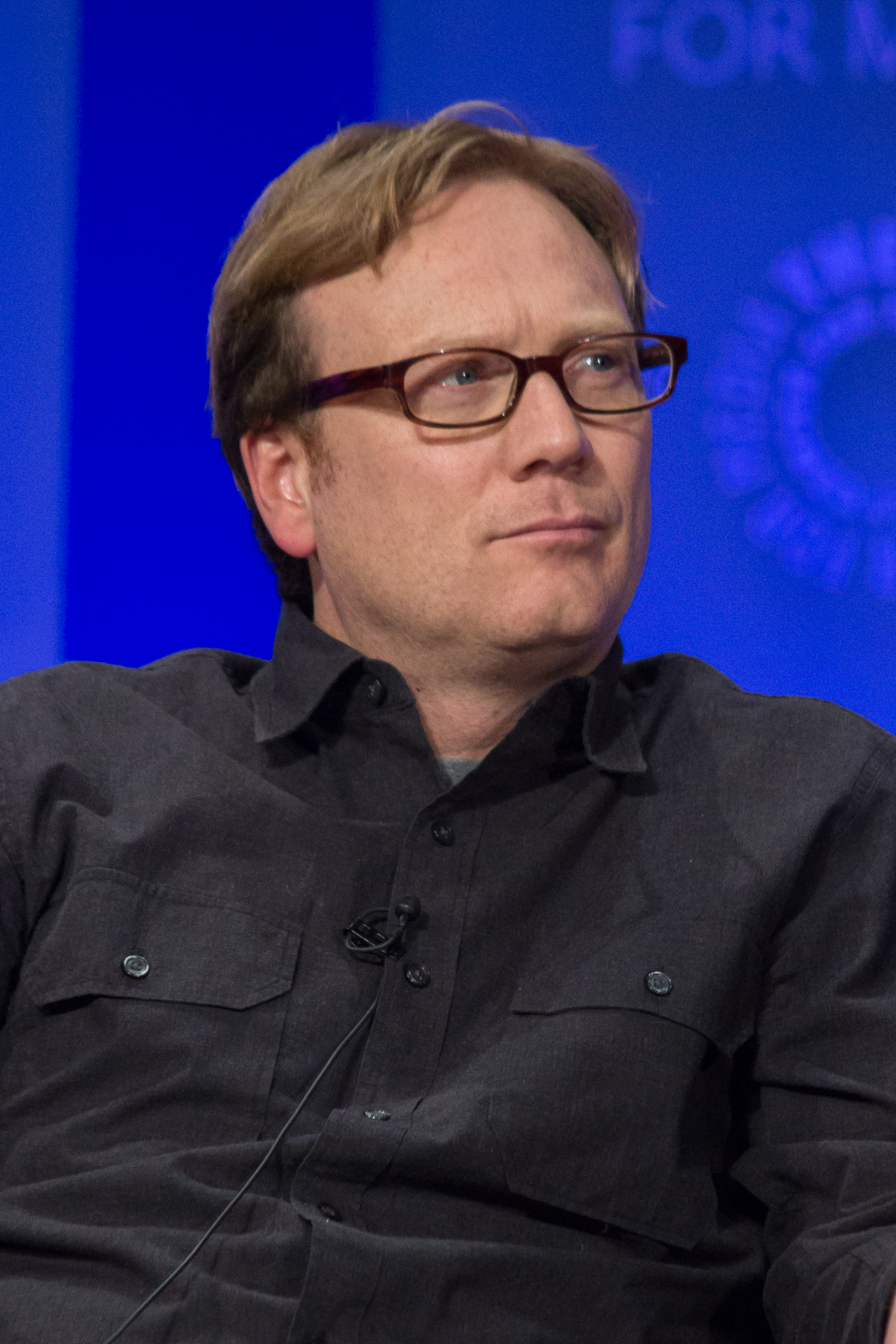
Andy Daly (2015)

Review ist eine US-amerikanische Mockumentary-Comedyserie von Andy Daly mit Daly in der Hauptrolle. Insgesamt wurden von 2014 bis 2017 in drei Staffeln 22 Folgen der Fernsehserie auf Comedy Central gesendet. Die Fernsehserie beruht auf der australischen Fernsehserie Review with Myles Barlow. Review erhielt gute Kritiken, auf Metacritic hat die Serie 71 von 100 Punkten.
Die Serie handelt von Forrest MacNeil, der als Kritiker der Fernsehshow „Review“ Lebenserfahrungen bewertet. Dazu senden ihm Zuschauer Vorschläge, was MacNeil bewerten soll, etwa Drogensucht, ein Rassist zu sein oder geschieden zu werden. MacNeil führt dabei ausnahmslos alle geforderten Reviews durch, oft unter Beeinträchtigung seines Privatlebens.